# Mændene i Deh Hamza
|  | Denne artikel er oprettet af botten PalnaBot ud fra en ekstern database. Den kan derfor have sproglige fejl eller mangler. Denne skabelon kan fjernes efter kontrol af indholdet. |

Mændene i Deh Hamza er en film instrueret af Kristian Dall.

## Handling
Filmen er optaget i en afghansk landsby i foråret 1997. Mænd fra landsbyen fortæller om deres oplevelser med kommunisterne under den sovjetiske besættelse, om fattigdom, det uundværlige vand og om deres forhåbninger til fremtiden. Mod afslutningen af filmen ser vi et par sekvenser med religiøs lovsang, der er en sufistisk indgangsvinkel til religionen. Filmen rummer ret barske optagelser af en kalv, der halalslagtes. Endelig handler filmen om Pra (Parttipatory Rural Appraisal), der er en ny måde at indsamle information i forbindelse med udviklingsarbejde.